# هانس شونراث
هانس شونراث (بالألمانية: Hans Schönrath)‏ (8 نوفمبر 1902 – 10 فبراير 1945) هو ملاكم ألماني راحل، مثّل بلاده في الألعاب الأولمبية الصيفية 1928.

## روابط خارجية
هانس شونراث على موقع أوليمبيديا (الإنجليزية)